# Wet van Muphry
Volgens de wet van Muphry zal iemand die schriftelijk kritiek levert op een tekst op zijn beurt altijd ten minste één spel- of taalfout maken in zijn eigen tekst.
De naam, die uiteraard een variatie is op de bekendere wet van Murphy, geeft aan dat het daarbij vooral om de spelling van de tekst gaat, maar ook andere elementen (zinsbouw, woordkeuze) kunnen in het geding zijn. Centraal is de opvatting dat er iets mis zal gaan, maar nu op het terrein van de tekstverzorging.
De wet is ook van toepassing op teksten die op een internetforum geplaatst worden waarin spel-, grammatica- of stijlfouten gemaakt worden, waarna iemand anders zelf fouten maakt in het bericht waarin hij de oorspronkelijke schrijver opmerkzaam maakt op de fout.

## Achtergrond
Lezers hebben de neiging globaal te lezen en die woorden te herkennen die zij verwachten te herkennen. Over kleinere spelfouten lezen zij dan ook vaak heen. Dit maakt het leesproces efficiënter; niet iedere hindernis remt het af. Redacteuren zijn echter getraind om onjuistheden actief en gericht op te sporen. Doorgaans lukt dit, maar door verslapping van de concentratie, of doordat de aandacht op een ander aspect is gevestigd, kan het ook mislukken en een aspect waarop men zich even niet concentreert, verzet zich tegen correctie.
Ook overcorrectie kan een rol spelen. Dan is men zich wel degelijk bewust van een bepaald verschijnsel, maar meent ten onrechte dat het correctie verdient. Een sprekend voorbeeld is de naam wet van Muphry zelf. Toen die naam in een taalrubriek opdook, riep dat onmiddellijk verwoede reacties op: hoe had de schrijver zoiets doms kunnen doen? Er werd niet begrepen dat het hier een bewuste spelling betrof.